# Mictlancihuatl

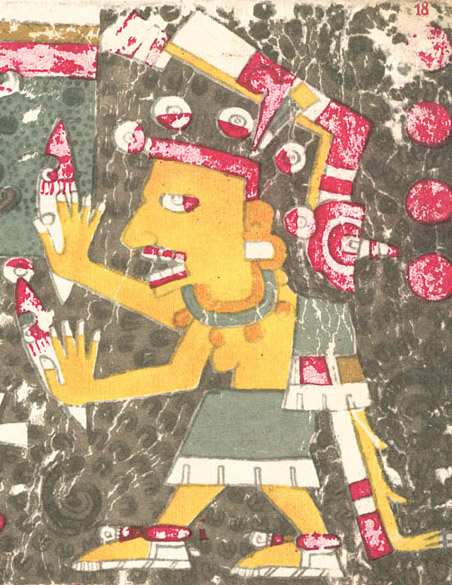
Il·lustració de Mictlancihuatl al còdex Borgia

En la mitologia asteca, Mictlancihuatl era una deessa que regia els inferns juntament amb el seu marit, Mictlantecuhtli.